# Lijst van voetbalinterlands Canada - Japan (vrouwen)
Deze lijst van voetbalinterlands is een overzicht van alle officiële voetbalinterlands tussen de nationale vrouwenteams van Canada en Japan. De landen hebben tot nu toe zestien keer tegen elkaar gespeeld.

## Wedstrijden
| №  | Plaats          | Datum             | Competitie              | Wedstrijd      | Uitslag            |
| -- | --------------- | ----------------- | ----------------------- | -------------- | ------------------ |
| 1  | Tokio           | 5 mei 1995        | Vriendschappelijk       | Japan − Canada | 1 − 0              |
| 2  | Washington D.C. | 18 mei 1996       | U.S. Cup 1996           | Japan − Canada | 0 − 0 (n.p. 4 - 3) |
| 3  | San Jose        | 19 juni 1999      | WK 1999                 | Japan − Canada | 1 − 1              |
| 4  | Newcastle       | 10 juni 2000      | Vriendschappelijk       | Canada − Japan | 5 − 1              |
| 5  | Limoges         | 9 april 2002      | Vriendschappelijk       | Canada − Japan | 2 − 3              |
| 6  | Foxborough      | 27 september 2003 | WK 2003                 | Canada − Japan | 3 − 1              |
| 7  | Tokio           | 30 juli 2004      | Vriendschappelijk       | Japan − Canada | 3 − 0              |
| 8  | Tokio           | 30 augustus 2007  | Vriendschappelijk       | Japan − Canada | 0 − 0              |
| 9  | Larnaca         | 7 maart 2008      | Cyprus Women's Cup 2008 | Japan − Canada | 0 − 3              |
| 10 | Coventry        | 25 juli 2012      | Olympische Spelen 2012  | Japan − Canada | 2 − 1              |
| 11 | Edmonton        | 25 oktober 2014   | Vriendschappelijk       | Canada − Japan | 0 − 3              |
| 12 | Vancouver       | 28 oktober 2014   | Vriendschappelijk       | Canada − Japan | 2 − 3              |
| 13 | Parchal         | 7 maart 2018      | Algarve Cup 2018        | Canada − Japan | 2 − 0              |
| 14 | Shizuoka        | 6 oktober 2019    | Vriendschappelijk       | Japan − Canada | 4 − 0              |
| 15 | Sapporo         | 21 juli 2021      | Olympische Spelen 2020  | Japan − Canada | 1 − 1              |
| 16 | Frisco          | 22 februari 2023  | SheBelieves Cup 2023    | Canada − Japan | 0 − 3              |

## Samenvatting
| Competitie         | Totaal gespeeld | Winst Canada | Gelijk | Winst Japan | Doelsaldo Canada – Japan |
| ------------------ | --------------- | ------------ | ------ | ----------- | ------------------------ |
| WK-eindronde       | 2               | 1            | 1      | 0           | 4 − 2                    |
| Olympische Spelen  | 2               | 0            | 1      | 1           | 2 − 3                    |
| SheBelieves Cup    | 1               | 0            | 0      | 1           | 0 − 3                    |
| Algarve Cup        | 1               | 1            | 0      | 0           | 2 − 0                    |
| Cyprus Women's Cup | 1               | 1            | 0      | 0           | 3 − 0                    |
| U.S. Cup           | 1               | 0            | 1      | 0           | 0 − 0                    |
| Vriendschappelijk  | 8               | 1            | 1      | 6           | 9 − 18                   |
| Totaal             | 16              | 4            | 4      | 8           | 20 − 26                  |